# Vida futura (Más allá del límite)
Vida futura (título original: Afterlife) es el decimoquinto capítulo de la segunda temporada de la reedición de la serie The Outer Limits. Fue dirigida por Mario Azzopardi y tiene como protagonista a Clancy Brown.
En IMDb, con 455 votos registrados, el episodio obtiene una media ponderada de 8,2 sobre 10.

## Trama
El sargento Stiles es juzgado y condenado a muerte por asesinatos que nunca cometió. Tras ser ejecutado, él despierta en un área militar en donde le indican que tiene que decidir entre colaborar en un experimento de alto secreto o morir definitivamente. Decide colaborar en ese experimento. 
En ese experimento mezclan sus genes con genes extraterrestres recogidos de una nave extraterrestre derribada, lo que, según el plan, lo convertitría en un alienígena como aquellos con esos genes. Se convierte así gradualmente en ese correspondiente extraterreste, que resulta tener mejores sentidos y pensamientos más rápidos. Gracias a ello consigue escapar, pero al final eso resulta ser parte de un plan de poder luego cazarlo, averiguar sus habilidades y luego eliminarlo. 
Poco a poco la responsable de Stiles, la Dra. Kersaw, tiene dudas respecto al experimento, porque se da cuenta de que, a pesar de su apariencia, Stiles sigue siendo Stiles, lo que convierte el experimento en una locura sin sentido. Sin embargo es ignorada. Cuando finalmente se acerca el final para Stiles y Malcuhaney, el jefe del experimento, da la orden de matarlo cruelmente para averiguar su capacidad de soporte antes de morir, los extraterrestres aparecen y detienen esas intenciones. Le invitan a Stiles a ir con ellos y Stiles accede. Luego abandonan la Tierra, mientras que los humanos se dan cuenta, de que habían sido puestos a prueba por los extraterrestres y que fallaron completamente. 